# بنديكت تشليدونيوس
بنديكت تشليدونيوس أو شوالبي (أيضًا بنديكت تشيليدونيوس أو كاليدونيوس ؛ ولد عام 1460 ؛ توفي عام 1521) كان رئيس الدير الإسكتلندي في فيينا. عالم يوناني وشاعر لاتيني جديد، عمل مع الفنان ألبريشت دورر. في بعض منشوراته أخذ اسم Musophilus.

## حياته
زعم مؤرخ القرن السابع عشر توماس ديمبستر أن بنديكت كان من أصل اسكتلندي، على أساس لقبه (مأخوذ بالفعل من الكلمة اليونانية شيريدون، أي السنونو)، وربما أيضًا بسبب ارتباطه بما يسمى دير اسكتلندي في فيينا (في الواقع من مؤسسة ايرلندية). في الواقع، جاء من جميع أنحاء نورمبرغ، وأصبح راهبًا في دير القديس إيجيديوس في نورمبرغ.
كتب شليدونيوس الشعر باللغة اللاتينية وتضمنت اشعاره معاني عن آلام المسيح وحياة السيدة العذراء مريم لاضافتها إلى النقوش الخشبية التي نشرها ألبريشت دورر عام 1511.
أصبح بعد انتقاله إلى فيينا عام 1514، رئيسًا للدير الإسكتلندي في عام 1518. في عام 1519 نشر طبعة من كتاب Libri quatuor sententiarum بقلم باندينوس، وهو عالم لاهوت من القرن الثاني عشر، وهو اختصار ل بيتر لومبارد الذي ظنه كليدونيوس بالخطأ نموذج بيتر لومبارد.
كان صديقًا مقربًا للعالم اللاهوتي يوهان إيك، خصم مارتن لوثر، وقاموس السيرة الوطنية، تبع ديمبستر، متخذا مسلكًا ضد لوثر، كونترا لوثروم أبوستاتام. لكن لا يمكننا تتبع هذا الخط.
توفي بنديكت في 8 سبتمبر 1521.

## أعماله
- Voluptatis cum Virtute disceptatio 1515.
- Bandini Sententiarum de Rebus Theologicis، 1519. أعيد طبعه، لوفان، 1557.